# Teba
Teba (sau Theba) (în limba greacă demotică: Θήβα — Thíva; Katharevousa; Θῆβαι — Thêbai sau Thívai) a fost un oraș în Grecia antică, situat la nord de zona Cithaeron, despărțind Beoția de Attica. Teba a jucat un rol foarte important în construirea miturilor grecești, fiind locul poveștilor lui Cadmos, Oedipos, Dionysos și a multor altora. 
Săpăturile arheologice din jurul Tebei au scos la iveală o așezare miceniană și tăblițe de ceramică inscripționate indicând importanța locului în epoca bronzului. 
În istoria antică, Teba a fost cel mai mare oraș din regiunea Beoția și capitala confederației Beoțiene. Teba a fost un rival major al Atenei și un aliat al Persiei în timpul invaziei lui Xerxes din anul 480 î.Hr. Forțele tebane, sub comanda lui Epaminondas⁠(d), au curmat puterea Spartei în Bătălia de la Leuctra în 371 î.Hr.. Mai târziu, Batalionul sacru al Tebei (o unitate militară de elită) a fost înfrântă în Bătălia de la Cheroneea⁠(d) în 338 î.Hr., dusă împotriva lui Filip al II-lea al Macedoniei și a lui Alexandru cel Mare. Înaintea distrugerilor pricinuite de Alexandru cel Mare în 335 î.Hr. în urma anihilării revoltei, Teba a fost principala forță și orașul-stat dominant al Greciei până la cucerirea acesteia de către Macedonia. 
În timpul perioadei bizantine, orașul a fost renumit pentru producția de mătăsuri. 
Teba modernă cuprinde un Muzeu de Arheologie, ruinele de la Cadmeea (citadela Tebei din epoca bronzului) și câteva vestigii străvechi dispersate. Orașul actual este cel mai mare al Prefecturii Boeoția. Este situat pe drumul E962, la 4 km spre sud, unde se intersectează cu E75.
Teba se află pe lista patrimoniului mondial UNESCO.